# Xie Jin
Xie Jin (Shaoxing, Zhejiang, República de China; 21 de noviembre de 1923 - Shangyu, Zhejiang, República Popular China; 18 de octubre de 2008) fue un director de cine chino. Saltó a la fama en 1957, dirigiendo la película Jugadora de baloncesto nº 5, y se le considera uno de los directores de la Tercera Generación de China. Más recientemente fue conocido por la dirección de La guerra del opio. Fue el único director chino, hasta la fecha, miembro de la Academia de las Artes y las Ciencias Cinematográficas y del Gremio de Directores de Estados Unidos.

## Biografía
Xie estudió en la escuela de arte dramático de Jiang'an, entre 1946 y 1948 y se graduó en la Universidad Popular Revolucionaria en 1953. Comenzó su carrera como actor en 1938 y después como aprendiz de los directores como Cao Yu y Hong Shen en el Instituto de Teatro del estado. Más adelante sería director asistente del director Zhang Junxiang, en la compañía cinematográfica Datong, en Shanghái. Dirigió su primera película A Crisis en 1954, y continuó dirigiendo películas en las que destacan las figuras femeninas como Nülan 5 hao (No. 5 Woman Basketball Player, 1957), El ejército rojo de las mujeres (Hongse niangzi jun 1960), o Dos hermanas de escena (Wutai jiemei 1965).
Xie fue duramente represaliado durante la Revolución Cultural, y fue forzado a trabajar manualmente en las zonas rurales. Dos hermanas de escena ha sido calificada por algunos críticos como propagandística, sin embargo, tras ser estrenada Xie Jin fue denunciado por ser un «humanista burgués». Alrededor de 1975 se le rehabilitó y volvió a dirigir películas propagandísticas como La leyenda de las montañas Tianyun (1980), con la que ganó el primer Gallo de Oro. Con Ciudad de Hibisco (1986), obtuvo 7 Gallos de Oro y el premio del vigesimosexto Festival internacional Karlovy Vary de Checoslovaquia. Su última producción premiada internacionalmente fue La guerra del opio (Yapian zhanzheng, 1997), por la que obtuvo de nuevo el Gallo de Oro y el premio del Festival de Cine de Montreal.
Desde 1988 fue vicepresidente de la Federación China de Círculos Artísticos y Literarios (CFLAC).

## Filmografía
- 女篮五号Nü lan wu hao (Woman Basketball Player No. 5, 1957)
- El ejército rojo de las mujeres (Hong se niang zi jun. 1961)
- Da Li, Xiao Li he Hao Li (1962)
- Dos hermanas de escena (舞台姐妹, Wutai jiemei, 1965)
- Chunmiao (1975)
- Qingchun (Youth1977)
- 啊A, yao lan (！摇篮, 1979)
- La leyenda de la montaña Tianyun (Tian yun shan chuan qi, 1980)
- Mu Ma Ren (Herdsman, 1982)
- Qiu Jin (1984)
- Gao shan xia de hua huan (Wreaths at the Foot of the Mountain, 1985)
- Ciudad de Hibisco (Fu rong zhen) (1986)
- Zui hou de gui zu [The Last Aristocrats1989)
- Qing liang si zhong sheng (Bell of Purity Temple, 1992)
- Lao ren he gou (老人和狗, An Old Man and His Dog, 1993)
- Behind the Wall of Shame (1996)
- La guerra del opio (Yapian zhanzheng, 1997)
- Nu er gu (1999)
- Woman Soccer Player No. 9 (2001)